# Morgan Pearson
Morgan Cadwell Pearson (* 22. September 1993 in Washington, D.C.) ist ein US-amerikanischer Triathlet.

## Werdegang
Morgan Pearson wurde geboren in Washington, D.C. und er wuchs in New Jersey auf.
2020 wurde er im September in Hamburg mit dem US-Team ITU Vize-Weltmeister in der Triathlon-Staffel.
Im Juni 2021 startete er zusammen mit Taylor Knibb, Katie Zaferes, Kevin McDowell und Summer Rappaport bei den Olympischen Sommerspielen und er belegte den 42. Rang: Der US-Amerikaner erhielt eine 15-Sekunden-Strafe, weil er seine Ausrüstung beim ersten Wechsel außerhalb der Box abgestellt hatte und diese Strafe wurde während des Laufabschnitts abgesessen.
In der Weltmeisterschafts-Rennserie 2021 belegte er als zweitbester US-Amerikaner (hinter Seth Rider, Rang 9) den zehnten Rang.

### Olympische Sommerspiele 2024
Morgan Pearson wurde im Mai 2024 nominiert für einen Startplatz bei den Olympischen Sommerspielen 2024 und er belegte in Paris den 31. Rang. In der gemischten Staffel holte er zusammen mit Seth Rider, Taylor Spivey und Taylor Knibb die Silbermedaille für die Vereinigten Staaten.

## Sportliche Erfolge
| Datum/Jahr    | Rang | Wettbewerb                                   | Austragungsort | Zeit     | Bemerkung                                                                               |
| ------------- | ---- | -------------------------------------------- | -------------- | -------- | --------------------------------------------------------------------------------------- |
| 14. Juni 2025 | 7    | T100 Vancouver                               | Vancouver      | 03:16:33 | [ 4 ]                                                                                   |
| 16. Feb. 2025 | 19   | ITU World Championship Series 2025           | Abu Dhabi      | 00:49:42 |                                                                                         |
| 8. Dez. 2024  | 1    | Ironman 70.3 Indian Wells-La Quinta          | Indian Wells   | 03:42:26 |                                                                                         |
| 5. Aug. 2024  | 2    | Olympische Sommerspiele 2024, Mixed Relay    | Paris          | 01:25:40 | in der gemischten Staffel mit Seth Rider, Taylor Spivey und Taylor Knibb                |
| 31. Juli 2024 | 31   | Olympische Sommerspiele 2024                 | Paris          | 01:48:26 |                                                                                         |
| 13. Juli 2024 | 23   | ITU World Championship Series 2024           | Hamburg        | 00:51:22 |                                                                                         |
| 11. Mai 2024  | 1    | ITU World Championship Series 2024           | Yokohama       | 01:42:05 | [ 5 ]                                                                                   |
| 26. Nov. 2022 | 2    | ITU World Championship Series 2022           | Abu Dhabi      | 01:44:25 | hinter dem Franzosen Léo Bergère                                                        |
| 26. Juli 2021 | 42   | Olympische Sommerspiele 2020                 | Tokio          | 01:52:05 |                                                                                         |
| 6. Juni 2021  | 2    | ITU World Championship Series 2021           | Leeds          | 01:43:52 | hinter Alex Yee                                                                         |
| 15. Mai 2021  | 3    | ITU World Championship Series 2021           | Yokohama       | 01:43:12 |                                                                                         |
| 6. Sep. 2020  | 2    | ITU Sprint Triathlon World Championship Team | Hamburg        | 01:18:33 | Vize-Weltmeister im Team – zusammen mit Taylor Spivey, Kevin McDowell und Katie Zaferes |

(DNF – Did Not Finish)